# Công viên Skaryszewski

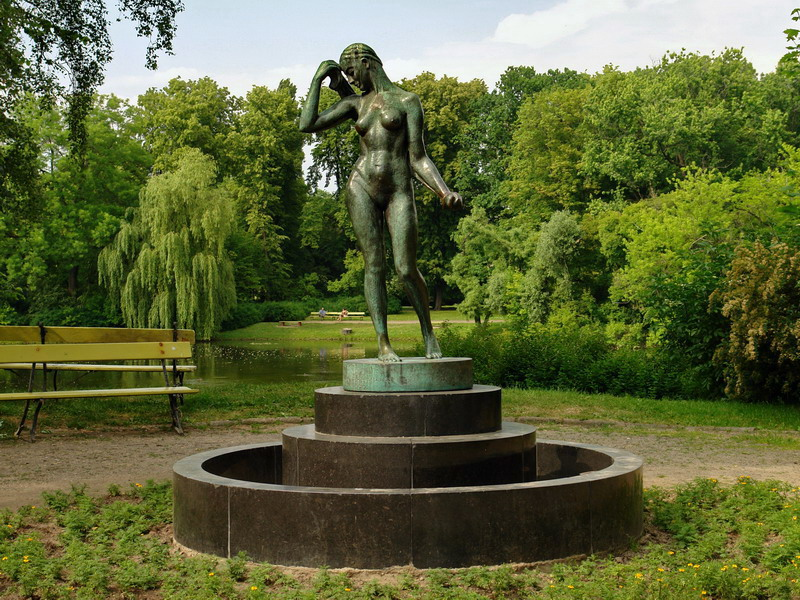
Tác phẩm điêu khắc của Olga Niewska trong Công viên Skaryszewski

Công viên Skaryszewski là một công viên đô thị nằm ở quận Praga-Południe của Warsaw, Ba Lan. Công viên được thiết kế và tạo ra bởi Franciszek Szanior vào năm 1905.

## Địa điểm và tên
Công viên Skaryszewski nằm bên hữu ngạn sông Vistula. Nó rộng 58 ha, tọa lạc tại một khu vực trước đây là đồng cỏ thuộc về làng Skaryszew trong thế kỷ 17 và 18. Năm 1929, trong thời kỳ giữa chiến tranh, công viên được đặt theo tên của Ignacy Jan Paderewski, một nghệ sĩ dương cầm, nhà soạn nhạc và chính trị gia nổi tiếng người Ba Lan, người đã đóng góp đáng kể cho nền độc lập của Ba Lan. Tên của Paderewski, bị xóa sau Thế chiến II vì lý do chính trị, cuối cùng đã được khôi phục vào năm 1980. Người dân Warsaw, đặc biệt là những người trẻ tuổi, thường gọi công viên là Skaryszak

## Di tích
- Bức tượng bán thân của Ignacy Jan Paderewski (1988). Đứng ở lối vào công viên. Được làm bởi Janina và Zbigniew Porczyńscy.
- Dancer- Vũ công (1926, bởi Stanisław Jackowski). Nằm trong vườn hoa hồng. Điêu khắc một phụ nữ trẻ nhảy múa trong cực lạc.
- Người phụ nữ tắm (1929, bởi Olga Nieniewska). Nằm trên một ngọn đồi nhỏ bên hồ. Điêu khắc một người phụ nữ tắm.
- Đài tưởng niệm Edward Mandell House (1932, bởi Franciszek Black, được tái tạo bởi Marian Konieczny). House, cố vấn đáng tin cậy nhất của Tổng thống Mỹ Thomas Woodrow Wilson, ủng hộ nền độc lập của Ba Lan sau Thế chiến I. Tác phẩm điêu khắc nguyên bản được thành lập bởi Ignacy Jan Paderewski. Tượng đài còn sót lại sau Thế chiến II, nhưng đã bị phá hủy vào năm 1951.
- Đài tưởng niệm những người lính Hồng quân (15 tháng 9 năm 1946). Ban đầu được xây dựng trên ngôi mộ của hai mươi sáu binh sĩ Liên Xô, bị giết trong khoảng thời gian từ 10 đến 15 tháng 9 năm 1944 trong Chiến dịch Wisla-Oder. Năm 1968, các thi thể được chôn cất trong một nghĩa trang và di tích được di dời đến vị trí hiện tại. Sau năm 1989, nó đã bị tàn phá và phục hồi nhiều lần. Bất chấp sự phản đối của Nga, tượng đài đã bị phá hủy vào tháng 10 năm 2018.
- Tượng đài phi công người Anh (1988). Nằm trong vườn hoa hồng gần tác phẩm điêu khắc Dancer. Nó tưởng niệm cái chết của các phi công người Anh có B-24 Liberator Hợp nhất đã bị quân Đức bắn hạ vào ngày 13 tháng 8 năm 1944 trong cuộc nổi dậy Warsaw, và bị rơi trên vùng đất này. Nó được tiết lộ vào năm 1988 bởi Margaret Thatcher trước sự chứng kiến của Trung sĩ Henry Lloyd Lane, người duy nhất sống sót sau vụ tai nạn.